# Droit et justice sous la République romaine
Sous la République romaine, on peut observer la constitution et la complexification du droit romain. 

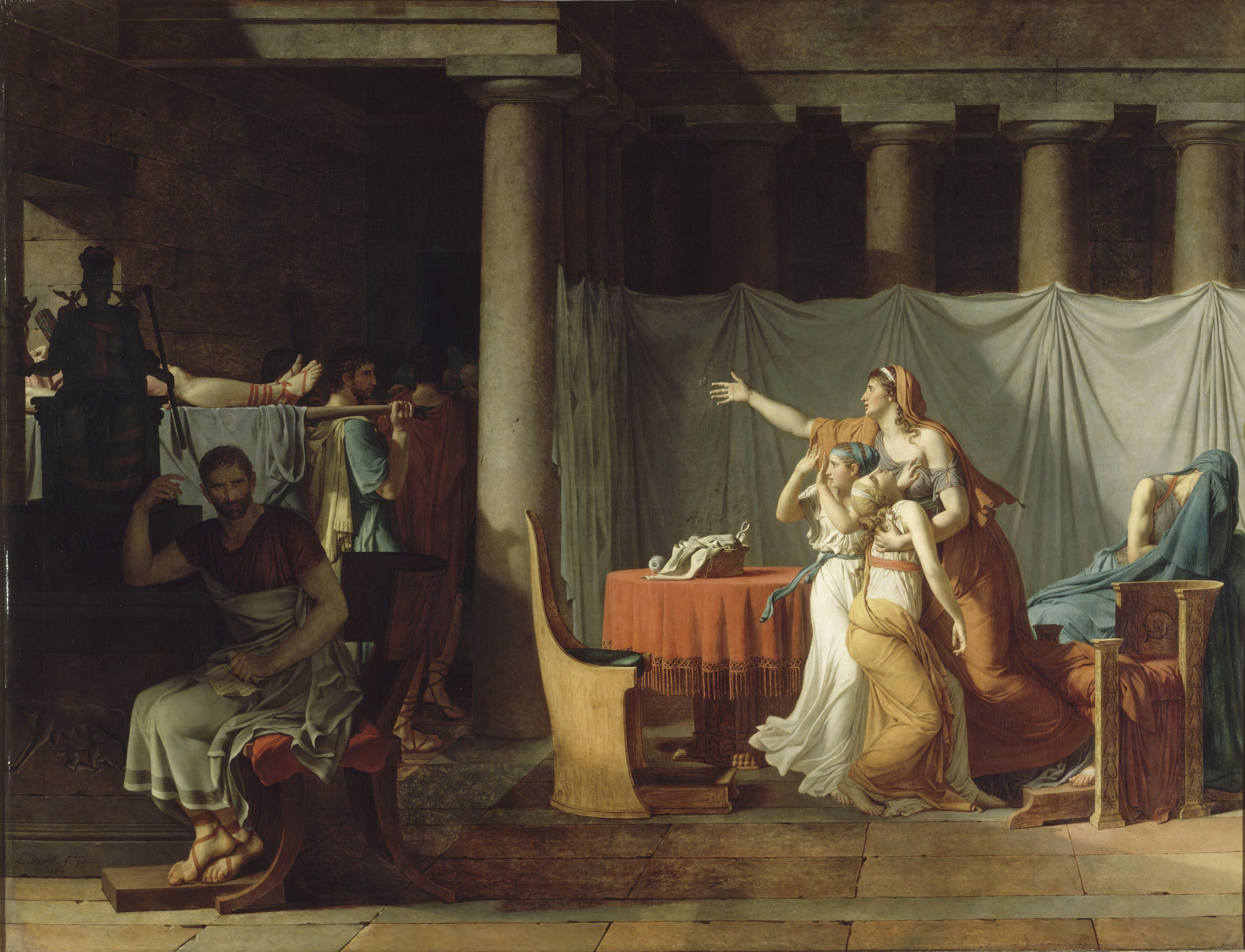
Les Licteurs rapportant à Brutus les corps de ses fils ; peinture de Jacques-Louis David (1789).
Les licteurs sont chargés de protéger et d'exécuter les décisions coercitives des magistrats de la République romaine.

## Dimension Religieuse

### Au commencement était la coutume: clergé etmos majorum
Depuis les rois jusqu’à l’écriture des Douze Tables, c’était la coutume (mos majorum) qui régissait le ius civile appliqué par les pontifes (clergé) – d’extraction patricienne – qui étaient les seuls à connaître les rites, au détriment des plébéiens, maintenus dans l’ignorance et donc dans la soumission, vécue comme arbitraire et injuste. 
Pratiquement tous les domaines et les actes de la vie étaient en rapport avec la religion (mariage, divorce, vie civile ou religieuse des enfants, sexualité, adoption, pratiques testamentaires, propriété) : les pontifes furent donc pendant très longtemps les seuls jurisconsultes, répondant par responsa orale aux questions des citoyens.
Les règles se transmettaient alors autour du foyer de la famille (aristocratique), centrée autour de la figure du pater familias, ou du foyer de la cité, et, à l’image de la prière, étaient considérées comme des rituels saints, dont l’abrogation ou la modification s’apparentait à un sacrilège.

### Survivances après la sécularisation
À partir de la Loi des XII tables, une laïcisation du droit se produit : le domaine de la justice n’est plus l’apanage des pontifes mais la prérogative de spécialistes qui se réfèrent à des lois écrites et accessibles. Néanmoins, entre les domaines juridiques et judiciaires et celui de la religion, le divorce n’est pas totalement consommé. En effet, les lois sont conservées dans les archives du temple de Saturne après avoir reçu l’agrément des dieux (qui pouvaient envoyer un mauvais présage, entraînant une annulation, l’obnuntiatio).

## Aspects juridiques: lestrois sourcesdu droit

### La loi des XII tables
La loi des Douze Tables est le fondement de la législation romaine. Elle fut rédigée en -451 par une commission de 10 anciens consuls (les decemviri) réunis par le tribun de la plèbe Terentilius Harsa. Les tablettes originales, détruites par les Gaulois en 390 av. J.-C. contenaient des lois très diverses qui instituaient l’isonomie (égalité des citoyens devant la loi).

### Lex rogata
Les leges rogatae sont des lois votées par les Comices à l’initiative d’un préteur, d’un tribun ou d’un consul. Avant -339, le Sénat ratifiait ces lois, puis, à partir de cette date, on dut lui réclamer une autorisation préalable à toute démarche législative. 
Chaque lex rogata prend d’abord la forme d’un projet placardé dans les rues de la ville, qui sera ensuite discuté en assemblée avant d’être voté : la loi prend alors le nom de son auteur (magistrat) et est affichée sur le forum.
Une loi de ce type comprend trois parties : 
- un préambule (praescriptio),
- le texte en lui-même (rogatio),
- et les sanctions prévues (sanctio).

### Lessenatus-consultes
Les Sénatus-consultes sont des avis donnés par le Sénat à un magistrat qui l’a sollicité. Cet avis ne fait pas force de loi, surtout si un magistrat utilise son droit de veto (intercessio), le senatus consulte devenant alors senatus auctoritas.

## Le système judiciaire

### Les acteurs de la justice

#### Les particuliers
Les particuliers sont les parties qui s’affrontent au cours du procès. On distingue :
- L’accusateur : c’est lui qui doit apporter les preuves de la culpabilité de l’accusé, car il n’existe pas de service officiel d’investigation. Si l’accusateur n’est pas présent lors du procès ou s’il n’obtient pas gain de cause, il peut alors être condamné pour calomnie.
- L’accusé : il est défendu par son avocat et peut être soit absous soit condamné ; la sentence était irrévocable.

#### Les professionnels
Durant un procès interviennent divers professionnels. On recense :
- les avocats (patronus, orator) de l’accusé ou de l’accusateur, qui sont des spécialistes du droit et qui ont pour dessein la victoire de leur client.

- les jurisconsultes (juris consulti, prudentes) : ayant le plus souvent une formation d’avocat, ils fournissent des conseils juridiques sur la manière d’engager ou de mener un procès.

- le président de la cour : un magistrat spécialisé dont la fonction est d’arbitrer les débats lors du procès. Il est secondé dans sa tâche par un jury composé essentiellement de chevaliers et de sénateurs.

#### Les institutions
Outre ces professions, des acteurs ou institutions politiques participent du système judiciaire. En effet, avant la mise en place de jurys permanents, les causes étaient déférées devant les Comices qui travaillaient en étroite collaboration avec des magistrats tels que les consuls (et leurs délégués).

### Les domaines judiciaires

#### Justice civile
Au départ la justice civile était rendue par les consuls. Puis les choses évoluèrent au fil de l’histoire : on la confia aux préteurs qui choisissaient les juges parmi les sénateurs, puis, entre -123 et -70, parmi les chevaliers. Après 70 n’importe quel citoyen romain pouvait être nommé juge si sa fortune égalait ou dépassait 300 000 sesterces.

#### Justice criminelle
Le Sénat et les Comices s’en occupaient mais au IIIe siècle av. J.-C. elle est confiée à des tribunaux permanents spécialisés dans des domaines divers. N’importe quel citoyen peut être accusateur. La justice criminelle comprend les crimes de droit commun, comme les homicides, les crimes politiques, et les détournements de fonds.
À chaque crime correspond une peine, qui peut être capitale (décapitation par exemple) ou non capitale (exil).

#### Justice militaire
Dans les camps militaires, c’était le commandant en chef qui rendait la justice. Les peines encourues étaient la privation de solde ou de butin et pouvaient aller jusqu’à la peine de mort. Le meurtre d’un ennemi durant une guerre n’était pas considéré comme un crime mais celui d’un allié si.

### Un procès en deux temps
La procédure romaine distingue deux parties, 
- la phase in jure, dirigée par le magistrat,
- et la phase apud iudicem, sous le contrôle du juge nommé par le magistrat.

Lors de la première phase, les parties débattent, puis si le demandeur n’est pas débouté, le magistrat rédige une formule, cadre juridique dans lequel le juge devra se situer pour rendre sa sentence. Le second temps, in judicio, constitue le procès à proprement parler.

## « Crimes » et châtiments

### Chefs d'accusation
Les chefs d’accusation sont répartis en deux catégories : 
- les crimes de droit commun, tels que les homicides, violences, séquestrations et enlèvements, falsification de monnaie et de testament, attentats aux mœurs.
- les crimes politiques : atteinte à la dignité du peuple romain, corruption et brigue électorale, malversations financières.

### Peines encourues
Il convient de distinguer :
- La peine capitale, la plus sévère. En fait partie la peine de mort, assortie d’une confiscation des biens du coupable, qui peut, s’il le préfère, choisir l’exil. Cependant, contrairement à une idée reçue (due à l'acception moderne du terme), la « peine capitale » au sens romain ne se confond pas exclusivement avec la peine de mort. La perte de liberté ou encore celle du droit de cité étaient des peines capitales, de même que la condamnation aux mines[1].

- Les peines non capitales, qui vont de la simple amende jusqu’à l’exil, en passant par la prison. Comme l’expiation, qui consiste en une cérémonie purificatrice permettant au coupable de participer de nouveau à la vie religieuse, l’exil est une forme de punition religieuse, puisqu’il exclut le coupable de la pratique des cultes privés ou publics.

### Quand l'accusé est blanchi
Quand l’accusateur ne peut prouver ce qu’il avance, l'accusé se voit innocenté, tandis que l’accusateur est accusé de calomnie, car il a menti en attaquant injustement l’honneur et en salissant la réputation du prévenu, accusé à tort.

### Procédure d'appel
Dans les premiers temps de la République, les Romains avaient la possibilité de saisir l’assemblée du peuple si l’issue de leur procès ne leur convenait pas, notamment si la peine capitale ou l’exil était prononcé.

## Sources
- « Site pédagogique consacré à la civilisation romaine »(Archive.org • Wikiwix • Archive.is • Google • Que faire ?)
- Travail de recherche consacré à la justice